# Campostoma pauciradii
Campostoma pauciradii е вид лъчеперка от семейство Шаранови (Cyprinidae). Видът не е застрашен от изчезване.

## Разпространение и местообитание
Разпространен е в САЩ.
Обитава скалистите дъна на сладководни басейни, реки и потоци.

## Описание
На дължина достигат до 16 cm.
Популацията на вида е стабилна.